# Paul Dukas

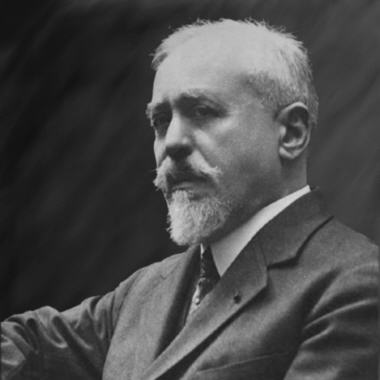
Paul Dukas

Paul Abraham Dukas (* 1. Oktober 1865 in Paris; † 17. Mai 1935 ebenda) war ein französischer Komponist, der vor allem von César Franck und Richard Wagner Anregungen bezog. Seine Werke glänzen besonders in Rhythmik und Instrumentation und gehören dem Impressionismus an.

## Leben
Dukas studierte am Pariser Konservatorium Klavier, Harmonielehre und Komposition. Später unterrichtete er dort selbst; zu seinen Schülern zählten u. a. Jehan Alain, Maurice Duruflé und Olivier Messiaen; 1888 Rom-Preis. Daneben war Dukas seit 1892 als Musikkritiker tätig, unter anderem schrieb er über Debussys Pelléas et Mélisande und Wagners Ring des Nibelungen, aufgeführt in London unter der Leitung von Gustav Mahler. Bezüglich seines eigenen Werkes sprach sich Dukas wiederholt gegen den Vorwurf der Imitation des Wagner-Stils aus.
Dukas pflegte stets Kontakte zu anderen berühmten Komponisten wie beispielsweise Claude Debussy. Zeitgenossen beschreiben ihn als einen Mann von hoher Allgemeinbildung. Sein Hang zur Selbstkritik führte dazu, dass er eine ganze Reihe komponierter Werke nach ihrem Beginn abbrach und schließlich einige ganz vernichtete, weil sie seinen Ansprüchen nicht genügten. Dieselbe Charaktereigenschaft zeigte später auch sein Schüler Duruflé.
Hohen Bekanntheitsgrad erlangte Dukas durch die Vertonung der Ballade Der Zauberlehrling von Johann Wolfgang von Goethe. Das Orchesterscherzo ist oft in Konzertsälen zu hören. Noch populärer wurde das Stück durch die Verwendung in Walt Disneys Zeichentrickfilm Fantasia. Dennoch sind die Oper Ariane et Barbe-Bleue von 1907, die sich an das Märchen vom Herzog Blaubart anlehnt, und das Ballett La Péri (1911) Dukas’ bedeutendste Werke. Die Oper ist in einer zeitgemäß modernen Tonsprache geschrieben, die sehr subtil und von weit tieferer emotionaler Bedeutung ist, als man aus dem Titel schließen könnte. Dukas hat auch Werke alter Meister durch Erarbeitung entsprechender Ausgaben zugänglich gemacht – ein Beispiel sind seine Rameau-Bearbeitungen. Aus seinem Nachlass erschienen gesammelte Kritiken, Les écrits sur la musique.
Seit 1920 war er assoziiertes Mitglied der Académie royale des Sciences, des Lettres et des Beaux-Arts de Belgique. 1934 wurde Paul Dukas als Nachfolger von Alfred Bruneau in die Académie des Beaux-Arts gewählt.
Am 15. Februar 1965 erschien zu Ehren seines 100. Geburtstages eine 0,40+0,10-Franc-Sonderbriefmarke mit dem Porträt Dukas’ nach einem Entwurf von René Cottet.

## Liste erhaltener Werke (Auswahl)
- Götz von Berlichingen, Ouvertüre nach Goethe für Orchester (1883)
- King Lear, Ouvertüre nach Shakespeare für Orchester (1883)
- Polyeucte, Ouvertüre für Orchester (1891)
- Symphonie C-Dur (1896)
- L’Apprenti sorcier (Der Zauberlehrling) (1897)
- Sonate es-Moll für Klavier (1900)
- Variations, Interlude et Finale, sur un thème de Rameau für Klavier (1899–1902, gedruckt 1907)
- Villanelle für Horn und Klavier (1905)
- Ariane et Barbe-Bleue, Oper (1907)
- La Péri, Ballett (1911/12)

Schriften
- Les écrits sur la musique, hrsg. 1948
- Chroniques musicales sur deux siècles, 1892–1932, hrsg. 1980